# A magyar törvényhozás és Magyarország történelme
A magyar törvényhozás és Magyarország történelme című mű egy igen nagy terjedelmű 19. század végi történeti munka, amely a magyar történelmet a jogtörténet szemszögéből tárgyalja.

## Leírás
Jóllehet a Máriássy Béla tollából megjelent alkotás 18 kötetes terjedelmével felülmúl – Katona István jezsuita szerzetes Historia critica regnum Hungariae és 2 folytatása kivételével – minden korábbi és később megjelent magyar történelmi művet, mindazonáltal anyagelosztása aránytalanː a kötetek nagy része a szerző saját korát, a 19. századot tárgyalja. A kötetek Budapesten és Győrött jelentek meg 1884-ben, illetve 1887 és 1893 között.
A műnek reprint kiadása 2012 óta létezik (Históriaantik Könyvesház, Budapest).

## Kötetbeosztása
| Kötetszám    | Cím, fejezetcímek                 | Kiadási év | Oldalszám |
| ------------ | --------------------------------- | ---------- | --------- |
| I. kötet     | –                                 | 1884       | 441 oldal |
| II. kötet    | Ulászlótul I. Miksáig             | 1887       | 471 oldal |
| III. kötet   | I. Miksátul – III. Károlyig       | 1887       | 405 oldal |
| IV. kötet    | III. Károlytul – I. Ferenczig     | 1888       | 418 oldal |
| V. kötet     | I. Ferencz és V. Ferdinánd        | 1888       | 409 oldal |
| VI. kötet    | V. Ferdinánd és I. Ferencz József | 1888       | 363 oldal |
| VII. kötet   | I. Ferencz József                 | 1889       | 403 oldal |
| VIII. kötet  | I. Ferencz József                 | 1889       | 403 oldal |
| IX. kötet    | I. Ferencz József                 | 1889       | 314 oldal |
| X. kötet     | I. Ferencz József                 | 1890       | 415 oldal |
| XI. kötet    | I. Ferencz József                 | 1890       | 363 oldal |
| XII. kötet   | I. Ferencz József                 | 1891       | oldal     |
| XIII. kötet  | I. Ferencz József                 | 1891       | 421 oldal |
| XIV. kötet   | I. Ferencz József                 | 1891       | 370 oldal |
| XV. kötet    | I. Ferencz József                 | 1891       | 361 oldal |
| XVI. kötet   | I. Ferencz József                 | 1892       | 349 oldal |
| XVII. kötet  | I. Ferencz József                 | 1892       | 383 oldal |
| XVIII. kötet | I. Ferencz József                 | 1893       | 362 oldal |